# 海南四大才子
海南四大才子：是海南的四個才子。多為明清時期之才子。
- 張岳崧：人稱書絕。（1773年－1842年），字子駿，一字翰山（一作澥山），又號指山，廣東定安人。
- 丘濬：人稱著絕。（1421年－1495年），字仲深，號深庵、玉峰、瓊山，別號海山老人，瓊山府城鎮下田村（今金花村）人。明朝政治人物，官至戶部尚書、武英殿大學士。
- 海瑞：人稱忠絕。（1514年1月23日－1587年11月13日），字汝賢，號剛峰，諡忠介。明朝廣東承宣布政使司瓊州府瓊山縣（今海南省海口市）人。官至南京右都御史，贈太子太保。
- 王佐：人稱詩絕。